# 국회 상임위 강제사임 사건
국회 상임위 강제사임 사건은 국회의원의 자유위임에 대한 대한민국 헌법재판소 판례이다. 

## 사실관계
한나라당 국회의원인 청구인은 국회 보건복지위원회 상임위원으로 활동하였는데 한나라당은 재정통합이 올바른 길이라는 청구인의 소신과 달리 '재정분리'안을 당론으로 결정하였다. 당 지도부는 당론에 반대하고 있는 청구인을 동 위원회에서 강제로 사임시키고자 피청구인인 국회의장에게 청구인을 보건복지위원회에서 사임시키고 청구인 대신 같은 당 소속 박혁규 의원의 보임을 요청하는 서류를 제출하였고, 당일 피청구인이 이 서류에 결재함으로써 그 결과 청구인은 위 위원회에서 강제사임되고 위 박혁규 위원이 보임된 후 "건강보험재정분리법안"의 심의•표결이 이루어졌다. 
이에 청구인은 피청구인의 행위로 말미암아 청구인의 국희의원으로서의 법률안 심의•표결권이 침해되었다고 주장하면서, 그 권한침해의 확인 및 피청구인의 위사•보임행위의 무효확인을 구하는 이 사건 권한쟁의심판을 청구하였다.

## 참고 문헌
- 국회의원의 정당(교섭단체)기속과 '자유위임' - 법률신문
- 헌법재판소 판례 2003.10.30. 2002헌라1[기각]
- 정회철, 중요 헌법재판소 판례 2000, 여산, 2014.
- 박경철, 議員의 意思에 反하는 국회 常任委員會 交替의 違憲性 : 2002 헌라 1사건에 대한 헌법재판소 결정과 관련하여, 헌법학연구 제10권 제2호 (2004. 6), 한국헌법학회, 2004.